# Enough Said (Aaliyah)
Enough Said è un singolo della cantante statunitense Aaliyah, pubblicato postumo. Originariamente inciso dall'artista nel 2001 prima della sua morte, il brano è stato pubblicato nel 2012 con la collaborazione del rapper canadese Drake.

## Tracce
- Download digitale

1. Enough Said (featuring Drake) – 3:57